# Сизарка білочерева
Сиза́рка білочерева (Mayrornis lessoni) — вид горобцеподібних птахів родини монархових (Monarchidae). Ендемік Фіджі.

## Підвиди
Виділяють два підвиди:
- M. l. lessoni (Gray, GR, 1846) — західні і центральні острови Фіджі;
- M. l. orientalis Mayr, 1933 — східні острови Фіджі.

## Поширення і екологія
Білочереві сизарки живуть у рівнинних і гірських вологих тропічних лісах, в парках і садах.